# Amblyseius segregans
Amblyseius segregans är en spindeldjursart som beskrevs av De Leon 1966. Amblyseius segregans ingår i släktet Amblyseius och familjen Phytoseiidae. Inga underarter finns listade i Catalogue of Life.